# Peter Grund
Peter Grund (* 15. November 1892 in Pfungstadt; † 26. Januar 1966 in Darmstadt) war ein deutscher Architekt und Hochschullehrer.

## Leben
Peter Grund wurde in Pfungstadt bei Darmstadt geboren und studierte Architektur an der Landesbaugewerkschule Darmstadt bei Arthur Wienkoop. Nach seiner Teilnahme am Ersten Weltkrieg als Soldat arbeitete er zunächst im Büro des Darmstädter Architekten Friedrich Pützer und übte von 1919 bis 1922 eine Lehrtätigkeit an der Landesbaugewerkschule Darmstadt aus. Seit 1923 war er selbstständig tätig gemeinsam mit Karl Pinno in Dortmund (Architekturbüro Pinno und Grund).
Das Büro Pinno und Grund stieg in den Jahren 1923 bis 1933 durch zahlreiche prämierte Wettbewerbsentwürfe und ausgeführte Bauten zu regionaler Bekanntheit auf. Die Sozietät endete 1933, als Grund im Juni 1934 als Professor und Direktor der Kunstakademie Düsseldorf sowie Leiter der Landesstelle Rheinland der Reichskammer der bildenden Künste nach Düsseldorf ging. Eine andere Quelle gibt an: „Aufgrund fehlender Bauaufträge mußte sich die Sozietät 1934 auflösen.“ Zum 1. Mai 1933 war Grund der NSDAP beigetreten (Mitgliedsnummer 3.093.511), er war auch förderndes Mitglied der SS. Für die Reichsausstellung Schaffendes Volk 1937 hatte Grund die künstlerische Oberleitung und war für den Gesamtbebauungsplan verantwortlich. Von 1935 bis 1937 bekleidete Grund außerdem das Amt des NSDAP-Referenten für Städtebau. 1937 wurde Grund nach Querelen mit der NS-Kulturpolitik als Direktor der Kunstakademie entlassen und am 31. August 1938 in den Ruhestand versetzt. Er war bis 1943 als freier Architekt in Düsseldorf tätig. Von 1943 bis nach Kriegsende war Grund in Miltenberg am Main ansässig und tätig.
1946 bis 1948 war Grund Mitglied des Amtes für Kirchbau und kirchliche Kunst von Westfalen. Von Mai 1947 bis Juni 1959 leitete Grund als Oberbaudirektor die kommunale Bauverwaltung der Stadt Darmstadt und war dort auch freiberuflich tätig.

„Peter Grund war eine der charakteristischen Architektenpersönlichkeiten seiner Zeit und stand mit seinen Arbeiten in der öffentlichen Diskussion. […] Seine Funktionen und seine politische Haltung zur Zeit des Nationalsozialismus – die auch in seiner Architektur zu dieser Zeit ihren Ausdruck findet – sowie der scheinbar mühelose Wandel zum Demokraten – verbunden mit der Berufung zum Oberbaudirektor von Darmstadt in der noch jungen Demokratie 1947 – ist heute mehr im Gedächtnis als seine architektonische Hinterlassenschaft.“

## Ehrungen
- 1955: Ehrensenator der Technischen Hochschule Darmstadt
- 1957: Silberne Verdienstplakette der Stadt Darmstadt

## Bauten und Entwürfe (Auswahl)

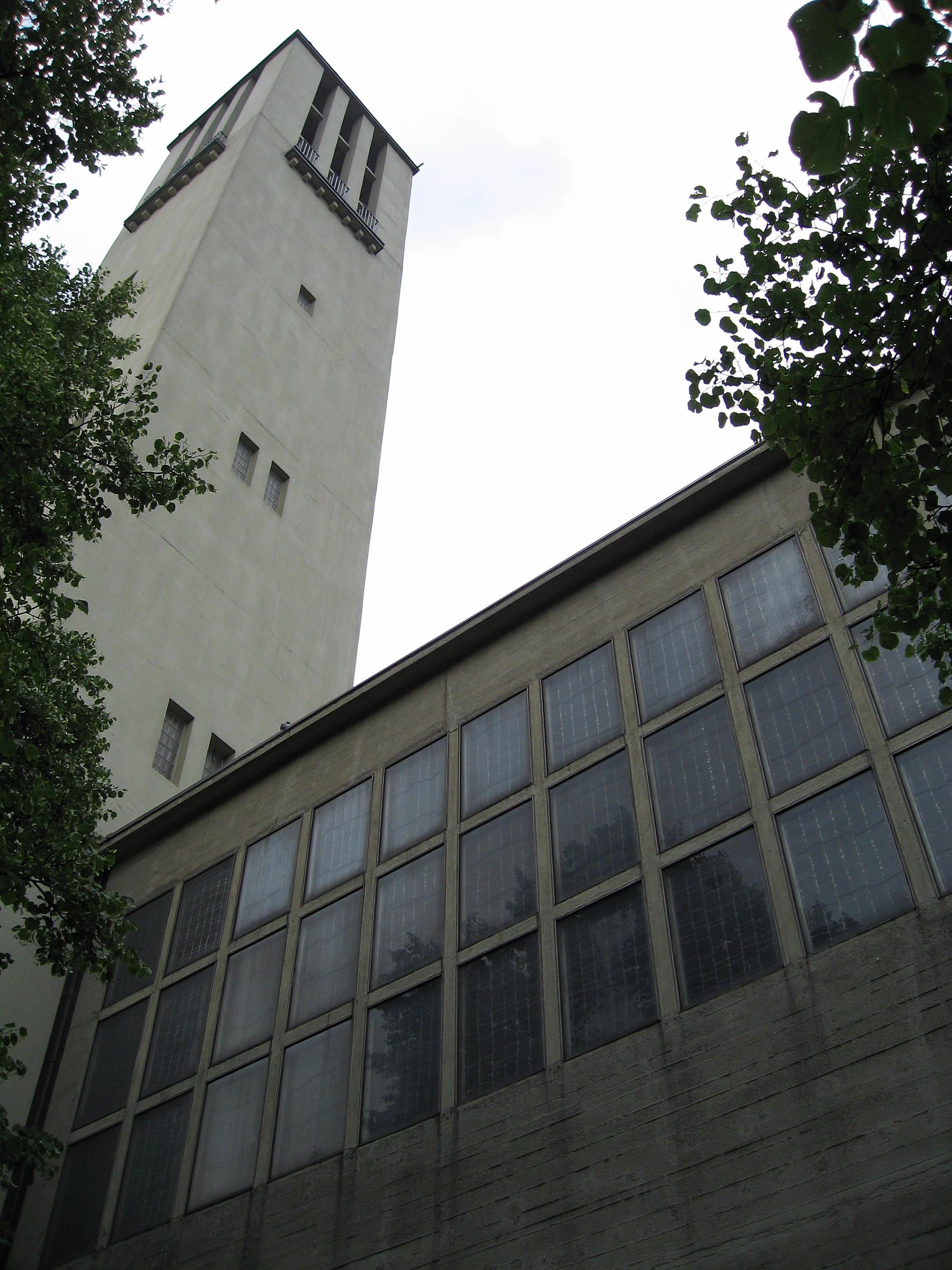
Nicolaikirche in Dortmund

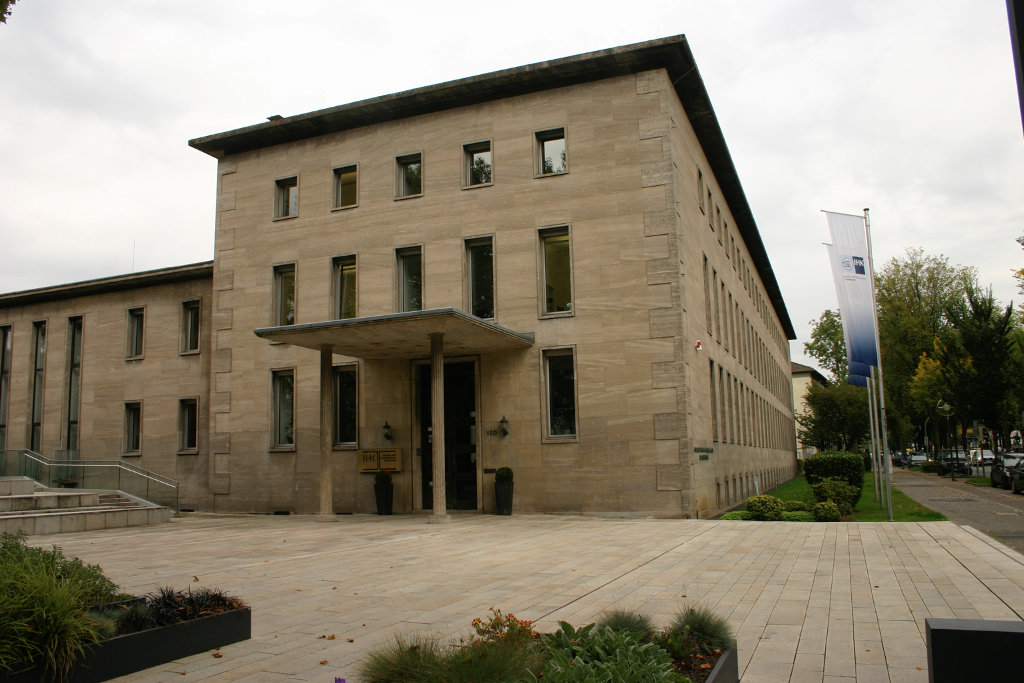
Gebäude der Industrie- und Handelskammer Dortmund

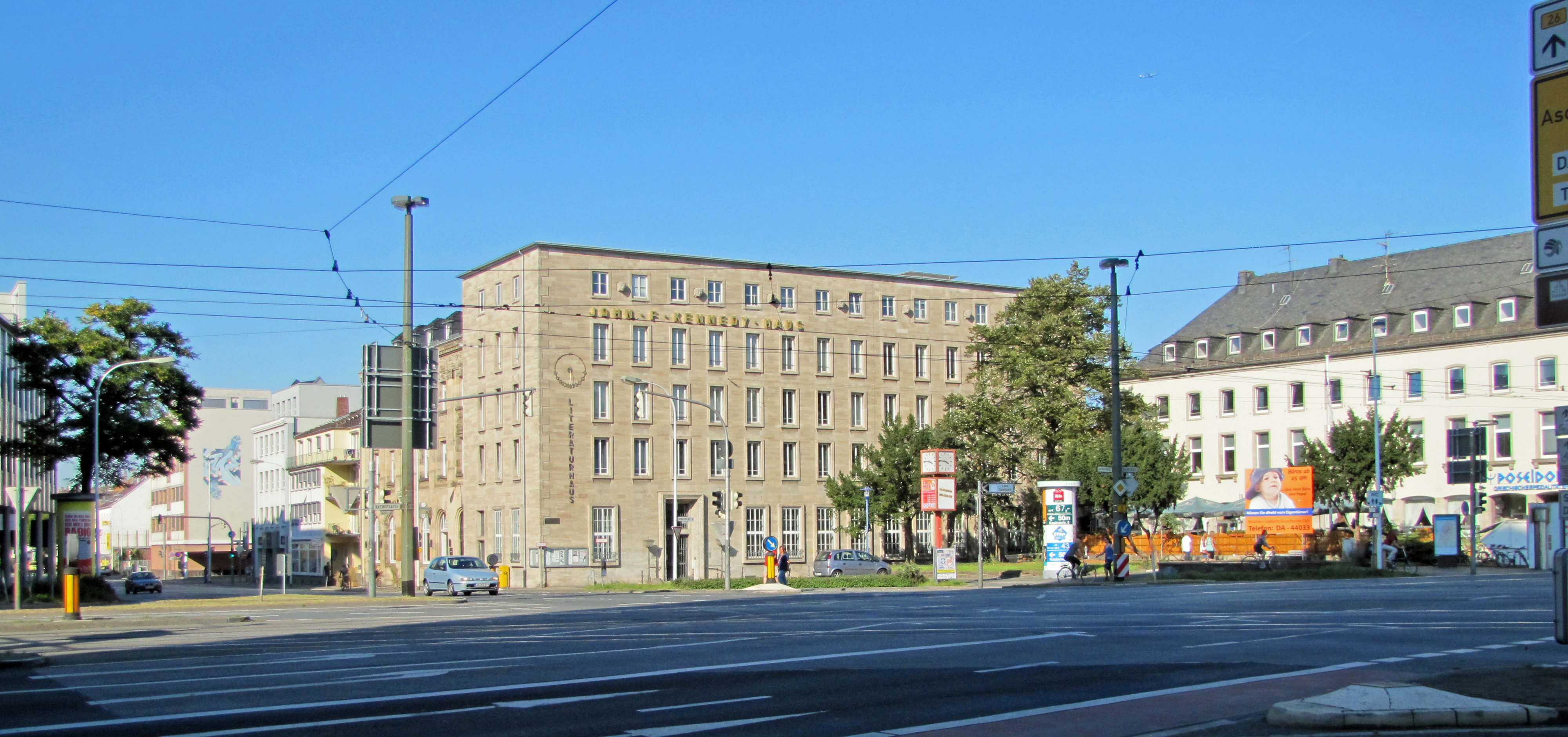
John-F.-Kennedy-Haus in Darmstadt

- 1922: Direktoren- und Beamtenwohnhäuser der Gewerkschaft August Thyssen-Hütte in Duisburg-Bruckhausen
- 1925: Waldkapelle St. Elisabeth in (Herdecke-)Ende
- 1927: Wettbewerbsentwurf, 1928 ausgeführt: Haus der Jugend in Dortmund (kriegszerstört)
- 1927: Wettbewerbsentwurf, 1929–1930 ausgeführt: evangelische Nicolaikirche in Dortmund, Lindemannstraße (unter Denkmalschutz)[8]
- 1927: Wohnhaus für den Kaufmann Karl Kramer in der Eintrachtstraße in Dortmund
- 1928: Wettbewerbsentwurf für eine Mädchenberufsschule in Dortmund (1. Preis)
- 1928: Wettbewerbsentwurf, 1929–1930 ausgeführt: Gebäude der Industrie- und Handelskammer zu Dortmund (nach Kriegsschäden leicht verändert wiederaufgebaut)
- 1928/1929: Umbau des Grafenhofs für die Brauerei Thier & Co. in Dortmund, Hohe Straße 2 (nicht erhalten)
- vor 1929: Betriebsbahnhof Rheinische Straße der Dortmunder Straßenbahn (2004 abgerissen)
- vor 1930: Siedlung am Burgholz in Dortmund-Eving für die Ruhrwohnungsbau AG[9]
- vor 1930: evangelisches Gemeindehaus in Lünen[9]
- 1932: Dortmunder Hütte in Kühtai, Tirol
- Moeller-van-den-Bruck-Denkmal in Solingen (zusammen mit dem Bildhauer Edwin Scharff)
- 1932: Kriegsgefallenen-Ehrenmal in Dortmund
- 1933: Wettbewerbsentwurf für den Erweiterungsbau der Reichsbank
- 1935: Entwurf für ein Theater in Dessau
- 1935: Entwurf Schlageter-Forum und Schlageterstadt in Düsseldorf-Golzheim[10]
- 1936: Entwurf für ein Opernhaus in Düsseldorf
- 1936: Wettbewerbsentwurf für den Trommelplatz in Königsberg (1. Preis)
- 1936: Wettbewerbsentwurf für die Neugestaltung des Rathausplatzes in Königsberg
- 1936: eigenes Wohnhaus in der Schlageter-Siedlung in Düsseldorf, Theodor-Andresen-Straße 2
- 1936: Wohnhaus für Gauleiter Friedrich Karl Florian in der Schlageter-Siedlung in Düsseldorf, Theodor-Andresen-Straße 1
- 1938: Wettbewerbsentwurf für das Rathaus und die Stadthalle in Castrop-Rauxel (1. Preis)
- 1946: städtebaulicher Wettbewerbsentwurf für die Innenstadt und den Bahnhofsvorplatz in Dortmund (1. Preis)
- 1946–1949: Amerika-Haus (heute John-F.-Kennedy-Haus) in Darmstadt
- 1947/1948: Parkhotel „Aachener Hof“ in Darmstadt
- 1947/1948 (?): Stadion in Frankfurt am Main
- 1949: Friedrich-Ebert-Schule in Darmstadt
- 1949/1950: Haus Grund, eigenes Wohnhaus in Darmstadt
- 1950: Kaufhaus Kaufhof in Frankfurt am Main (mit Glasfassade)
- 1951: Ytong-Werk in Messel bei Darmstadt
- 1952: Stadion am Böllenfalltor in Darmstadt
- 1951: Verwaltungsgebäude der Deutschen Bausparkassen in Darmstadt
- 1951: Jugendherberge am Woog in Darmstadt
- 1950: Wettbewerbsentwurf für den Neubau der Westfalenhalle in Dortmund (1. Preis)
- 1949–1953: Bessunger Turnhalle in Darmstadt
- 1951–1962: Stadthaus in Darmstadt
- 1954–1956: Geiersbergschule in Groß-Umstadt
- 1959–1960: evangelische Auferstehungskirche und Gemeindezentrum in Bottrop-Batenbrock, Gestaltung des großen Kirchenfensters zum Thema der Auferstehung[11]
- 1964 entworfen, posthum 1968–1970 ausgeführt: evangelische Kirche St. Stephanus in Gelsenkirchen-Buer, Westerholter Straße 90[12][13]
- Verwaltungsgebäude für die Degussa und die Bayer AG

## Posthume Veröffentlichung
- Ute Reuschenberg, Wolfgang Sonne (Bearb.): Peter Grund: „Der Maßstab im Städtebau. Die Stadt als Raum“. Kettler, Dortmund 2024, ISBN 978-3-98741-129-8.[14]